# Paul Koch
Paul Koch (Berlín, 22 de maig de 1897 - Ídem, 29 d'octubre de 1959) va ser un ciclista alemany que fou professional entre 1919 i 1929. Del seu palmarès destaca el Campionat nacional en ruta de 1920.

## Palmarès
- 1919
  - 1r a la Rund um Berlin
- 1920
  -  Campió d'Alemanya en ruta
  - 1r a la Rund um Berlin
- 1922
  - 1r a la Rund um Köln
- 1924
  - Vencedor d'una etapa a la Zuric-Berlín